# Красий, Семён Афанасьевич
Семён Афанасьевич Красий (10 сентября 1926, Верхняя Сыроватка, Сумский округ — 11 февраля 2002, Сумы) — полковник Советской армии, участник Великой Отечественной войны, Герой Советского Союза (1943).

## Биография
Семён Красий родился 10 сентября 1926 года в селе Верхняя Сыроватка (ныне — Сумский район Сумской области Украины). Окончил семь классов школы.
В 1943 году Красий был призван на службу в Рабоче-крестьянскую Красную армию. С марта 1943 года — на фронтах Великой Отечественной войны. В боях был ранен и контужен. К октябрю того же года красноармеец Семён Красий был сапёром 180-го отдельного сапёрного батальона 167-й стрелковой дивизии 51-го стрелкового корпуса 38-й армии Воронежского фронта. Отличился во время форсирования Десны и Днепра.
В сентябре — октябре 1943 года Красий участвовал в разминировании разведке мест переправ. Во время форсирования Днепра он 20 часов вёл разведку брода в старом русле реки, после чего успешно доставил полученные сведения командованию.
Указом Президиума Верховного Совета СССР от 13 ноября 1943 года за «образцовое выполнение боевых заданий командования на фронте борьбы с немецкими захватчиками и проявленные при этом мужество и героизм» красноармеец Семён Красий был удостоен высокого звания Героя Советского Союза с вручением ордена Ленина и медали «Золотая Звезда» за номером 4227.
Участвовал в советско-японской войне. После окончания войны Красий продолжил службу в Советской армии. В 1948 году окончил Ленинградское училище военных сообщений, в 1950 году — Черновицкий государственный университет. В 1973 году в звании полковника Красий был уволен в запас. Проживал в Сумах. Скончался 11 февраля 2002 года, похоронен на Засумском кладбище Сум.
Был также награждён орденом Отечественной войны 1-й степени и рядом медалей, а также украинским орденом Богдана Хмельницкого III степени (5.05.1999).